# Ada Castells Ferrer
Ada Castells Ferrer (Barcelona, 1968) es una escritora y periodista catalana, colaboradora del diario Avui y de Barcelona Televisió. Castells colabora también con el suplemento de cultura de La Vanguardia y con el Time Out Barcelona, entre otros. 
En 1998, publicó su primera novela El dedo del ángel (editorial Empúries en catalán, y Anagrama en castellano), que basó en sus antepasados protestantes. Des el entonces, ha continuado publicando varias novelas, y algunos relatos cortos. En 2012 recibió el 32è Premi Sant Joan Unnim de literatura catalana, con la obra Pura sang. Es profesora en la Escuela de escritura del Ateneo Barcelonés y en la Universidad Abad Oliva.

## Obras
Algunas de sus obras publicadas son:
- 1998: El dedo del ángel (publicada por el editorial Empúries en catalán, y Anagrama en castellano).[6]
- 2001: Mirada (editada también por Empúries y Anagrama).
- N'estem fins als fogons (editorial Columna), un libro de recetas y cuentos, escrito conjuntamente con Jordi van Campen.
- 2002: La crida del mar ( Mòbil books).
- 2005: Toda la vida (editorial Empúries en catalán, y el 2007, editorial Edhasa en castellano, y en alemán por Berlin Verlag). Recrea la historia del pintor C. D. Friedrich.[7]
- 2006: Sortir de mare: de l'última contracció a la primera reunió de l'escola bressol,  artículos sobre la maternidad (editorial Empúries).
- 2012: Pura sang, novela de misterio ambientada en Menorca (Ediciones 62).[8]
- 2018: La primavera pendent (editorial Comanegra), que da el pistoletazo de salida a la colección «Matar el monstre».[9][10]
- 2019: Mare (La Campana), novela sobre la confrontación entre los recuerdos de dos mujeres: madre e hija[11]
- 2023: Solastàlgia (L'Altra Editorial), novela sobre el amor y asumir la propia fragilidad en medio de la tristeza causada por la destrucción del planeta[12]